# Lapat
Lapat is een plaats in de gemeente Plaški in de Kroatische provincie Karlovac. De plaats telt 201 inwoners (2001).